# Paul de la Cuesta
Paul de la Cuesta (* 28. November 1988 in San Sebastián, Spanien) ist ein ehemaliger spanischer Skirennläufer. Er startete hauptsächlich in den Speedisziplinen Abfahrt und Super-G sowie im Riesenslalom.

## Karriere
Paul de la Cuesta gab sein internationales Debüt bei den FIS-Rennen in Pas de la Casa in Andorra. Bei seinem ersten Großereignis im Juniorenbereich, dem Europäischen Olympischen Winter-Jugendfestival in Monthey, erreichte er die Plätze 17 im Super-G und 26. im Slalom. Seine ersten Juniorenweltmeisterschaften bestritt er im selben Jahr in Bardonecchia, wo er als beste Platzierung Rang 53 im Super-G erreichte. Zu Saisonabschluss gewann de la Cuesta seinen ersten spanischen Meistertitel im Riesenslalom.
Höhepunkt der Saison 2006/07 war die erstmalige Teilnahme an einer Alpinen Skiweltmeisterschaft. Jedoch scheiterte de la Cuesta bereits im Qualifikationsrennen für den Riesenslalom. In den folgenden Saisonen startete er hauptsächlich in den Kontinentalrennserien der FIS, dem Europacup, dem Nor-Am Cup sowie dem South American Cup. Am 25. Oktober 2009 gab de la Cuesta sein Weltcupdebüt beim Saisonauftakt in Sölden, konnte sich jedoch nicht für den zweiten Durchgang qualifizieren. 2010 nahm er erstmals an Olympischen Winterspielen teil, als beste Platzierung erreichte er Rang 32 im Riesenslalom. Dieses Ergebnis konnte er vier Jahre später in Sotschi noch übertreffen, als er Rang 22 in der Kombination erreichte.
Am 15. Januar 2015 stürzte de la Cuesta beim Abfahrtstraining zum Lauberhornrennen schwer und zog sich einen Schien- und Wadenbeinbruch zu. Danach trat er nicht mehr als Skisportler in Erscheinung.

## Erfolge

### Olympische Winterspiele
- Vancouver 2010: 32. Riesenslalom, 35. Super-G, 51. Abfahrt
- Sotschi 2014: 22. Kombination, 28. Abfahrt, 36. Riesenslalom, DNF Super-G

### Weltmeisterschaften
- Åre 2007: DNQ Riesenslalom
- Val-d’Isère 2009: 26. Abfahrt, 46. Riesenslalom, DNF1 Kombination
- Garmisch-Partenkirchen 2011: 37. Abfahrt, 37. Riesenslalom, DNF Super-G
- Schladming 2013: 18. Kombination, 33. Abfahrt, 37. Super-G

### Juniorenweltmeisterschaften
- Bardonecchia 2005: 53. Super-G, 57. Abfahrt, DNF1 Riesenslalom
- Québec 2006: 35. Super-G, 45. Abfahrt, 46. Riesenslalom, DNF1 Slalom
- Altenmarkt-Zauchensee 2007: 28. Super-G, 33. Abfahrt, DNF2 Riesenslalom
- Formigal 2008: 35. Abfahrt, DNF2 Riesenslalom, DSQ Super-G

### Europacup
- 1 Platzierung unter den besten 15

### Nor-Am Cup
- 6 Platzierungen unter den besten 15, davon 1 Podestplatz

### South American Cup
- 4 Platzierungen unter den besten 10

### Europäisches Olympisches Jugendfestival
- Monthey 2005: 17. Super-G, 26. Slalom

### Sonstiges
- 9 Siege bei FIS-Rennen
- Spanischer Meister im Super-G (2012, 2014)
- Spanischer Meister im Riesenslalom (2005, 2010)
- Spanischer Vizemeister im Super-G (2011, 2013)
- Spanischer Vizemeister im Riesenslalom (2009)